# جيروم فيلتون
جيروم فيلتون (بالإنجليزية: Jerome Felton)‏ هو لاعب كرة قدم أمريكية أمريكي، ولد في 3 يوليو 1986 في دورن في ألمانيا.

## وصلات خارجية
- جيروم فيلتون على موقع مرجع كرة القدم المحترفة.كوم (الإنجليزية)